# Saara Keskitalo
Saara Fu Sofia Keskitalo (* 3. Juli 2000) ist eine finnische Hürdenläuferin, die sich auf den 100-Meter-Hürdenlauf spezialisiert hat.

## Sportliche Laufbahn
Erste internationale Erfahrungen sammelte Saara Keskitalo im Jahr 2018, als sie bei den U20-Weltmeisterschaften in Tampere mit 13,91 s im Halbfinale über 100 m Hürden ausschied. Im Jahr darauf schied sie bei den U20-Europameisterschaften in Borås mit 13,88 s im Vorlauf aus und verpasste mit der finnischen 4-mal-100-Meter-Staffel mit 53,84 s den Finaleinzug. 2021 schied sie bei den U23-Europameisterschaften in Tallinn mit 13,78 s im Halbfinale über 100 m Hürden aus und 2023 belegte sie bei den World University Games in Chengdu in 13,32 s den sechsten Platz. 2025 kam sie bei den Halleneuropameisterschaften in Apeldoorn mit 8,09 s nicht über den Vorlauf über 60 m Hürden hinaus und im Juli siegte sie in 12,88 s über 100 m Hürden bei den World University Games in Bochum.
2022 wurde Keskitalo finnische Meisterin im 100-Meter-Hürdenlauf und 2025 Hallenmeisterin über 60 m Hürden.

## Persönliche Bestleistungen
- 100 m Hürden: 12,81 s (+1,2 m/s), 26. Juni 2025 in Helsinki
  - 60 m Hürden (Halle): 8,03 s, 19. Januar 2025 in Luxemburg